# 720-е годы
720-е (семьсо́т двадца́тые) го́ды по юлианскому календарю — промежуток времени с 1 января 720 года по 31 декабря 729 года, включающий 720 год 2-го десятилетия   и с 721 по 729 годы    3-го десятилетия VIII века 1-го тысячелетия.  Они закончились 1296 лет назад.

## Важнейшие события
- 720-е годы — возникновение аббасидской группировки потомков Аббаса, дяди Мухаммеда.
- 720—730-е годы — создание «Свода законов Танской империи» под руководством Ли Линь-фу — первого министра императора Сюаньцзуна.

## 720
- Ок. 720 — Победа Карла Мартелла над Нейстрией и объединение её с Австразией.
- 720—724 — Халиф Язид II.
- Закончены японские хроники «Нихон сёки» и Фудоки".

## 721
- 721—737 — Король франков Теодорих IV[1][2].
- Кормесий — хан Болгарии из ханского рода Дуло с 721 по 738 год.
- 721—731 — Абдур-Рахман ибн Абдаллах, вали провинции аль-Андалус Омейядского халифата.
- Изготовлена самая большая деревянная скульптура в Японии — позолоченная одиннадцатиголовая богиня Каннон высотой 9,3 м из храма Хасэ Каннон в Камакуре (датировка приблизительная).

## 722
- Бонифаций в Риме.
- Бонифаций стал миссионерским епископом и послан папой на восток от Рейна.
- Битва при Ковадонге. Астурийцы под командованием дона Пелайо одерживает победу над карательным арабским отрядом под командованием Алькамы в долине Ковадонга. Эта победа даёт толчок к консолидации христиан бежавших от арабского нашествия на север Пиренейского полуострова, с неё начинается Реконкиста. (по другим данным, в 718 году)

## Родились
- Павел Диакон

## Скончались
- Умар II
- Тарик ибн Зияд
- Деваштич, согдийский лидер.